# Asterix in Amerika
Asterix in Amerika ist ein deutscher Zeichentrickfilm aus dem Jahr 1994, der auf dem Comic Die große Überfahrt aus der Asterix-Reihe basiert.

## Handlung
Julius Caesar schmiedet den Plan, den Druiden Miraculix zu entführen, der mit seinem Zaubertrank die einzige Chance für das Überleben des Asterix-Dorfes darstellt. Caesar lässt ihn durch Lucullus mit einem Schiff tief hinein in den Atlantik bringen und dort mit einem Katapult wegschleudern, um ihn „über die Scheibe in das Nichts“ zu werfen. Asterix und Obelix folgen den Römern und stellen fest, dass die Erde keine Scheibe ist, sondern dass noch ein Land existiert.
Sie landen bei ihrer Suche nach Miraculix bei Indianern, die den Druiden festhalten. Nach anfänglichem Streit freunden sich beide Seiten an. Den weiteren Handlungsverlauf bestimmt hierbei die Konkurrenz zwischen dem Druiden und dem indianischen Schamanen, der dem Gallier seine Künste neidet. Nach einer Entführung Miraculix’ und dessen Befreiung durch seine Freunde kehren die Gallier in ihr Dorf zurück. Dieses wurde inzwischen von den Römern überfallen und die Gallier in die nächstgelegene Garnison verschleppt.
Vom Barden Troubadix, den die Römer wegen seiner nervenden Laute im Dorf gelassen haben, erfahren Asterix, Obelix und Miraculix von dem Überfall. Nachdem Miraculix neuen Zaubertrank gebraut hat, begeben sich Asterix und Obelix ins Lager, verkleiden sich als Legionäre und verabreichen den anderen Dorfbewohnern den Zaubertrank. Als die Gallier dann gegen die Römer kämpfen, entkommt Caesar in einem Fass, wohingegen Lucullus von Caesars Panther gefressen wird. Die Geschichte endet mit einem freudigen Fest.

## Hintergrund
Der Film wurde von 1991 bis 1994 unter der Regie von Gerhard Hahn in Deutschland produziert, nachdem alle vorherigen Asterix-Filme in Frankreich entstanden waren. Die beiden Hauptfiguren, Asterix und Obelix, werden in der deutschsprachigen Version von Peer Augustinski und Ottfried Fischer gesprochen. Bei der 2003 erschienenen DVD ist zudem eine Tonspur mit Erkan und Stefan als Synchronsprecher von Asterix und Obelix enthalten. 
Produktionstechnisch verwendet Asterix in Amerika traditionelle Cel-Animation, wobei für komplexe Szenen extra eine der letzten neu gebauten Multiplan-Kameras verwendet wurde. Daneben enthält der Film auch Kombinationen von auf Papier animierten (2D-)Figuren mit computergenerierten 3D-Objekten (Schiffe, Wellen). Die Rendering-Software mental ray wurde in diesem Film zum ersten Mal in größerem Umfang eingesetzt und sorgte für eine nahtlose Integration der gezeichneten und errechneten Bildelemente.
In Deutschland sahen den Film 1.602.000 Kinobesucher.

## Musik
Neben dem Score komponierte Faltermeyer die Lieder We Are One People von Aswad, Say Goodbye von Bonnie Tyler, Always von Wild Kit sowie Dance, Dance, Dance (Under the Moon) von Right Said Fred. Ein weiteres im Film verwendetes Lied ist Ging Gang Gooley, ein altes Pfadfinderlied, das von Eric Rapton & B.O.D.G. neuinterpretiert wurde.

## Kritiken
Das Lexikon des internationalen Films urteilte: „Tricktechnisch ansehnliches, jedoch zu betuliches siebtes Asterix-Abenteuer, das in der Geschichte keinerlei Überraschungen bietet. Weder für Kinder noch für erwachsene Zuschauer sonderlich witzig.“
Prisma beschreibt Asterix in Amerika als einen „aufwändigen, hervorragend animierten aber kaum lustigen Zeichentrickfilm“.

## Synchronisation
| Rolle                        | Originalsprecher     | Deutsche Fassung (1994) | Schwörerdeutsche Fassung (2003) |
| ---------------------------- | -------------------- | ----------------------- | ------------------------------- |
| Erzähler                     | John Rye             | Harald Juhnke           | Edi van Beek                    |
| Asterix                      | Craig Charles        | Peer Augustinski        | Erkan Maria Moosleitner         |
| Obelix                       | Howard Lew Lewis     | Ottfried Fischer        | Stefan Lust                     |
| Miraculix / Magicdrinkmix    | Geoffrey Bayldon     | Ralf Wolter             | Osman Ragheb                    |
| Troubadix / Scheißremix      | Rik Mayall           | Jochen Busse            | Frank Schaff                    |
| Majestix                     | Jim Carter           | Jürgen Scheller         | –                               |
| Ha-Tschi                     | Jennifer Blanc-Biehn | Kristiane Backer        | –                               |
| Medizinmann / Medizinmännern | Rupert Degas         | Thomas Piper            | Manfred Erdmann                 |
| Lucullus                     | Christopher Biggins  | Michael Habeck          | Michael Habeck                  |
| Legionär #1                  | Rupert Degas         | Thomas Albus            | –                               |
| Senator #1                   | Rupert Degas         | Alexander Allerson      | Andreas Borcherding             |
| Senator #2                   | Rupert Degas         | Michael Gahr            | Thomas Albus                    |
| Zenturio Gaius Ausgus        | Jonathan Kydd        | Andreas Mannkopff       | Hartmut Neugebauer              |
| Kapitän Rotbart              | Jim Carter           | Walter Reichelt         | –                               |
| Julius Cäsar                 | Henry McGee          | Thomas Reiner           | Joachim Höppner                 |
| Legionär #2                  | Jim Carter           | Michael Rüth            | –                               |
| Automatix                    | Rupert Degas         | Oliver Stritzel         | –                               |
| Gallier                      | Rupert Degas         | Peter Thom              | –                               |
| Verleihnix                   | Jonathan Kydd        | Peter Zilles            | Thomas Albus                    |
| Senator #3                   | Jim Carter           | –                       | Manfred Erdmann                 |